# Jacoby Shaddix
Jacoby Dakota Shaddix, né le 28 juillet 1976 à Mariposa en Californie, est un chanteur américain connu pour être le chanteur du groupe de metal alternatif Papa Roach.

## Biographie
Il a eu une enfance difficile, ses parents divorcent alors qu'il a 6 ans et il ne revoit pas son père durant plusieurs années. Il vit mal cet évènement. Adolescent, il commence à consommer de la cocaïne et à boire. 
Il rencontre Dave Buckner, Will James et Ben Luther au lycée et ensemble ils décident de former un groupe. À 17 ans il fait la plonge puis concierge dans un hôpital afin de payer le loyer du petit appartement qu'il partage avec un ami. Jacoby Shaddix est ainsi connu pour être membre du groupe de Metal Papa Roach, dont il est le cofondateur. Il commence par utiliser le pseudo Coby Dick pour finalement utiliser son vrai nom Jacoby Shaddix. 
Le leader charismatique du groupe de metal aurait aussi un fort penchant pour l'alcool comme il l'explique à travers Black Clouds et aurait également eu des envies suicidaires comme il l'exprime dans Last Resort.
En 2007, il présente également En Mille Morceaux (Scarred), une émission diffusée sur MTV, dont le titre est basé sur le titre Scars de son groupe Papa Roach.
En 2008, il tourne avec le chanteur de Buckcherry, Josh Todd, un spot publicitaire Turn me on pour JVC Mobile. 

### Famille
Il est marié à Kelly Shaddix, sa petite amie du lycée, depuis juillet 1996. Il a toujours eu une relation difficile avec Kelly, comme il l'exprime dans la chanson She Loves Me Not. À cause de sa tendance à la boisson, ils se sont même séparés en 2012 pendant la conception du disque The Connection. Ils se sont depuis remis ensemble et Jacoby est sobre depuis 2012.
Ils ont trois enfants : Makaile Cielo Shaddix né le 24 mars 2002, Jagger Monroe Shaddix né le 13 septembre 2004, Brixton Gabriel Shaddix né le 17 septembre 2013.
Jacoby a deux frères plus jeunes Trevor et Bryson Shaddix.

## Apparence
Jacoby a de nombreux tatouages. Le premier tatouage effectué a été le nom de sa femme Kelly Shaddix sur le bras droit à l'âge de 21 ans. 
Plusieurs de ses tatouages sont des titres ou des morceaux de ses chansons comme Born To Rock en travers de la clavicule ou sur son bras droit Born With Nothing Die With Everything qui est une chanson du disque LoveHateTragedy, sur son bras gauche une maison en flammes pour Broken Home et un cercueil qui fait référence a Harder Than a Coffin Nail. 
Il a aussi « Love » et « Hate » tatoué sur les phalanges de ses deux mains, un parchemin sur lequel on peut lire "Here Lies Jacoby Shaddix Dakota". Sur le côté gauche de sa poitrine il a une reine entourée d'eau et à droite un roi entouré par les flammes qui représentent le bien et le mal en lui. Il a également tatoué sur ses deux poignet le nom de ses fils et dans la nuque lui et sa femme ont tatoué le symbole chinois de l'amour.

## Projets musicaux

### Papa Roach (depuis 1993)
Jacoby forme le groupe Papa Roach dont le nom est dérivé de celui de son grand-père qui s'est suicidé à la suite d'un diagnostic d'un cancer à un stade avancé: William Howard Roatch. La chanson Roses On My Grave a été écrite en sa mémoire. 
Le groupe a connu de nombreux membres mais la dernière formation est : Tobin Esperance le bassiste, Jerry Horton le guitariste et Tony Palermo le batteur laissant Jacoby comme le seul membre original du groupe.

### Fight The Sky (2002 - 2004)
De 2002 à 2004, il a un projet en parallèle de Papa Roach, Fight The Sky dans lequel il utilise le pseudo John Doe.

### Collaborations
| Année | Titre | Artiste                | Album                                                   |
| ----- | --- | ---------------------- | ------------------------------------------------------- |
| 2003  | Anxiety | The Black Eyed Peas    | Elephunk                                                |
| 2003  | Conquer the World | Die Trying             | Die Trying                                              |
| 2003  | Come Apart | Reach 454              | Reach 454                                               |
| 2005  | Forever in Our Hearts (feat. Mýa, Nate Dogg, Sonny Sandoval, Jacoby Shaddix, FeFe Dobson, Pete Loeffler, Ben Jelen & Ben Moody) | Brian McKnight         | Forever In Our Hearts                                   |
| 2006  | Phoenix and the Fall | The Fight of Your Life | The Phoenix EP                                          |
| 2007  | Americans | X Clan                 | Return from Mecca                                       |
| 2008  | Saints of Los Angeles | Mötley Crüe            | Saints of Los Angeles                                   |
| 2009  | Outta Control (feat. Jacoby Shaddix & Travis Barker)                                                                            | Mams Taylor            |                                                         |
| 2010  | Smoke on the Water | Carlos Santana         | Guitar Heaven: The Greatest Guitar Classics of All Time |
| 2011  | Warning | Skindred               | Union Black                                             |
| 2011  | Not The End of the World | Shahnaz                | Not The End of the World                                |
| 2013  | Promises | Lonely Kings           | American Heartache                                      |
| 2014  | The Future | Ronnie Radke           | Watch Me - Mixtape                                      |
| 2014  | Out of Control | Glamour of the Kill    | After Hours                                             |
| 2015  | Runaway | Coldrain               | Vena                                                    |
| 2016  | This Light I Hold | Memphis May Fire       | This Light I Hold                                       |
| 2017  | Don't Stop | Nothing More           | Don't Stop (single version)                             |
| 2018  | The Reckoning | Within Temptation      | Resist                                                  |
| 2019  | Sworn Apart | Mark Morton            | Anesthetic                                              |
| 2019  | Wolf Totem | The Hu                 | The Gereg (Deluxe Edition)                              |
| 2020  | Heart Of A Champion (feat. Papa Roach & Ice Nine Kills)                                                                         | Hollywood Undead       | New Empire, Vol. 2                                      |
| 2020  | Back from the Dead | Reach NYC              | Back from the Dead                                      |
| 2021  | White Room | Apocalyptica           | White Room                                              |